# Ligue des champions européenne de l'IFAF
La Ligue des champions européenne de l'IFAF (IFAF European Champions League en anglais) est une compétition annuelle de football américain organisée par la Fédération internationale de football américain (IFAF) et regroupant les meilleurs clubs du continent européen.
Cette compétition est créée en 2014. Elle est depuis 2017 organisée par l'IFAF New York.

## Histoire de la compétition
La Ligue des champions européenne de l'IFAF est disputée pour la première fois en 2014. Cette première édition regroupe treize équipes réparties en quatre poules :
- poule Nord : Carlstad Crusaders, Copenhague Towers, Helsinki Roosters, Örebro Black Knights ;
- poule Sud : Black Panthers de Thonon, Cineplexx Blue Devils, Panthers de Parme ;
- poule Est : Boğaziçi Sultans, Belgrade Vukovi ;
- poule Ouest : Dauphins de Nice, London Blitz, Pioners de L'Hospitalet, Templiers d'Élancourt.

En 2015, 12 équipes sont réparties entre 4 poules, les vainqueurs de poule se rencontrant en demi-finale, les deux vainqueurs jouant ensuite la finale.
En 2016, 13 équipes sont réparties entre 4 poules et les playoffs sont identiques à la saison précédente.
À la suite des dissensions survenues au sein de l'IFAF (division entre la branche IFAF New York et la branche IFAF Europe), seule l'IFAF New York a désiré vouloir continuer à organiser la Ligue européenne des clubs champions. En 2017, les clubs désireux de rester dans le giron de l'IFAF New York sont répartis dans deux nouvelles ligues européennes créées géographiquement :
- la ligue du Nord : la Northern European Football League ou NEFL ;
- la ligue du Centre : la Central European Football League ou CEFL.

En 2017, seule la Ligue du Nord prendra part à nouvelle Ligue des champions (5 équipes réparties en 2 groupes, les deux vainqueurs de groupe se disputant la finale).
Depuis la saison 2018, les vainqueurs de chaque Ligue se rencontrent en un seul match afin de désigner le gagnant de la Ligue des champions européenne de l'IFAF.

## Palmarès
| Année | Date            | Lieu                          | Vainqueur          | Score   | Finaliste            | MVP                                                    | MVP                        |
| ----- | --------------- | ----------------------------- | ------------------ | ------- | -------------------- | ------------------------------------------------------ | -------------------------- |
| Année | Date            | Lieu                          | Vainqueur          | Score   | Finaliste            | de la finale                                           | du tournoi                 |
| 2014  | 13 juillet 2014 | Élancourt,Stade Guy-Boniface  | Helsinki Roosters  | 36 - 29 | Belgrade Vukovi      | Robert Johnson, QB, Roosters                           | Jaycen Spears,RB, Roosters |
| 2015, | 26 juillet 2015 | Belgrade, FK Voždovac Stadium | Carlstad Crusaders | 84 - 49 | Belgrade Vukovi      | ?                                                      | ?                          |
| 2016, | 24 juillet 2016 | Wrocław, Stade Oporowska      | Wrocław Panthers   | 40 - 37 | Seamen de Milan      | EJ White (Q, Panthers)                                 | ?                          |
| 2017  | 21 mai 2017     | Karlstad, Västerstrands IP    | Helsinki Roosters  | 21 - 15 | Carlstad Crusaders   | ?                                                      | ?                          |
| 2018  | 30 juin 2018    | Copenhague, Gentofte Stadium  | Swarco Raiders     | 45 - 20 | Copenhagen Towers    | Sandro Platzgummer, RB, Raiders PhilipThue, WR, Towers | ?                          |
| 2019, | 29 juin 2019    | Innsbruck, Autriche           | Swarco Raiders     | 35 - 10 | Dacia Vienna Vikings | Tobias Bonatti, RB, Raiders                            | ?                          |

## Bilans

### Par clubs
| Rang | Club                 | Titre | Titre   | Titre   | Finale perdue | Finale perdue | Finale perdue |
| Rang | Club                 | Nb    | Premier | Dernier | Nb            | Première      | Dernière      |
| 1    | Helsinki Roosters    | 2     | 2014    | 2017    | 0             | -             | -             |
| 1    | Swarco Raiders       | 2     | 2018    | 2019    | 0             | -             | -             |
| 3    | Carlstad Crusaders   | 1     | 2015    | -       | 1             | 2017          | -             |
| 4    | Wrocław Panthers     | 1     | 2016    | -       | 0             | -             | -             |
| 5    | Belgrade Vukovi      | 0     | -       | -       | 2             | 2014          | 2015          |
| 6    | Seamen de Milan      | 0     | -       | -       | 1             | 2016          | -             |
| 6    | Dacia Vienna Vikings | 0     | -       | -       | 1             | 2019          | -             |
| 6    | Copenhagen Towers    | 0     | -       | -       | 1             | 2018          | -             |

### Par pays
| Rang | Pays     | Nombre de finales gagnées | Nombre de finales perdues | Total finales |
| 1    | Finlande | 2                         | 0                         | 2             |
| 2    | Suède    | 1                         | 1                         | 2             |
| 3    | Pologne  | 1                         | 0                         | 1             |
| -    | Autriche | 2                         | 0                         | 2             |
| 5    | Serbie   | 0                         | 2                         | 2             |
| 6    | Italie   | 0                         | 1                         | 1             |
| -    | Danemark | 0                         | 1                         | 1             |